# Maison Thémire
La Maison Thémire plus connue sous le nom de Bar des Palmistes est un monument historique de Guyane, situé sur la Place des Palmistes dans la ville de Cayenne.

## Historique
Cet immeuble construit à la fin du XIXe siècle, transformé en hôtel-restaurant avec bar et terrasse en 1908 est situé sur la grande place ombragée des Palmistes à environ 400 mètres de la mer. 
Il sert de décor à Denis Tillinac dans son ouvrage  Le bar des Palmistes paru aux Editions Arléa en 1989.
Le site est classé monument historique par arrêté du 19 mai 1994.